# Tombrouck
Tombrouck, en néerlandais Tombroek, est un hameau partagé entre Rollegem, section de Courtrai située dans la province flamande de Flandre-Occidentale et Luingne, section de Mouscron, dans la province wallonne de Hainaut. Il est situé à deux kilomètres au sud du centre de Rollegem et à deux kilomètres et demi au nord-est du centre de Luingne. C'est un hameau rural, bien qu'à l'ouest son territoire soit de plus en plus envahi par le parc industriel mouscronnois.

## Histoire

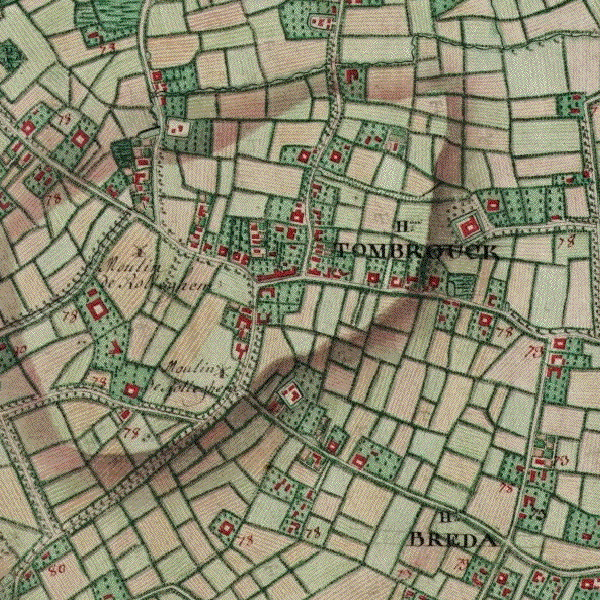
Tombrouck sur la carte de Ferraris
(ca 1770).

Le nom Tombrouck vient de Tumba, tumulus et broek, toponyme néerlandais signifiant marais. Les plus anciennes mentions remontent au XVIIe siècle. Il se retrouve sur la carte de Ferraris datant des années 1770. Cette carte atteste la présence de deux moulins à vent.
Dans la première moitié du XXe siècle, Tombrouck était longé par la ligne de tram reliant Mouscron à Courtrai.
Le hameau était situé complètement en Flandre-Occidentale avant la fixation officielle de la frontière linguistique en 1963. Depuis, il est partagé non plus seulement entre deux communes, mais également entre deux provinces et entre deux régions (donc aussi entre deux régions linguistiques).

## Chapelle Saint-Éloi
La chapelle est construite à l'initiative de Paul Hocepied (1884-1959), curé de Luingne. Elle est l'œuvre de l'architecte Marcel Hocepied (1893-1962). La première pierre est posée en 1950 et l'inauguration a lieu le 4 février 1951.
En 2017, l'édifice religieux est transformé en habitation avec chambres d'hôtes,.

## Moulin
Le moulin de Tombrouck ou Haut moulin de Mouscron est repris dans l'inventaire des fiefs possédés par Guilbert de la Barre (mort en 1592). Le document indique comme occupant un certain Jehan Somville.
La construction quasiment cylindrique en pierres et briques actuelle est érigée en 1905 après l'incendie d'un moulin en bois. Il fonctionne comme moulin à grain jusqu'en 1946, année où les ailes sont vendues.
Le moulin est repris dans l'inventaire du patrimoine immobilier culturel de la Wallonie

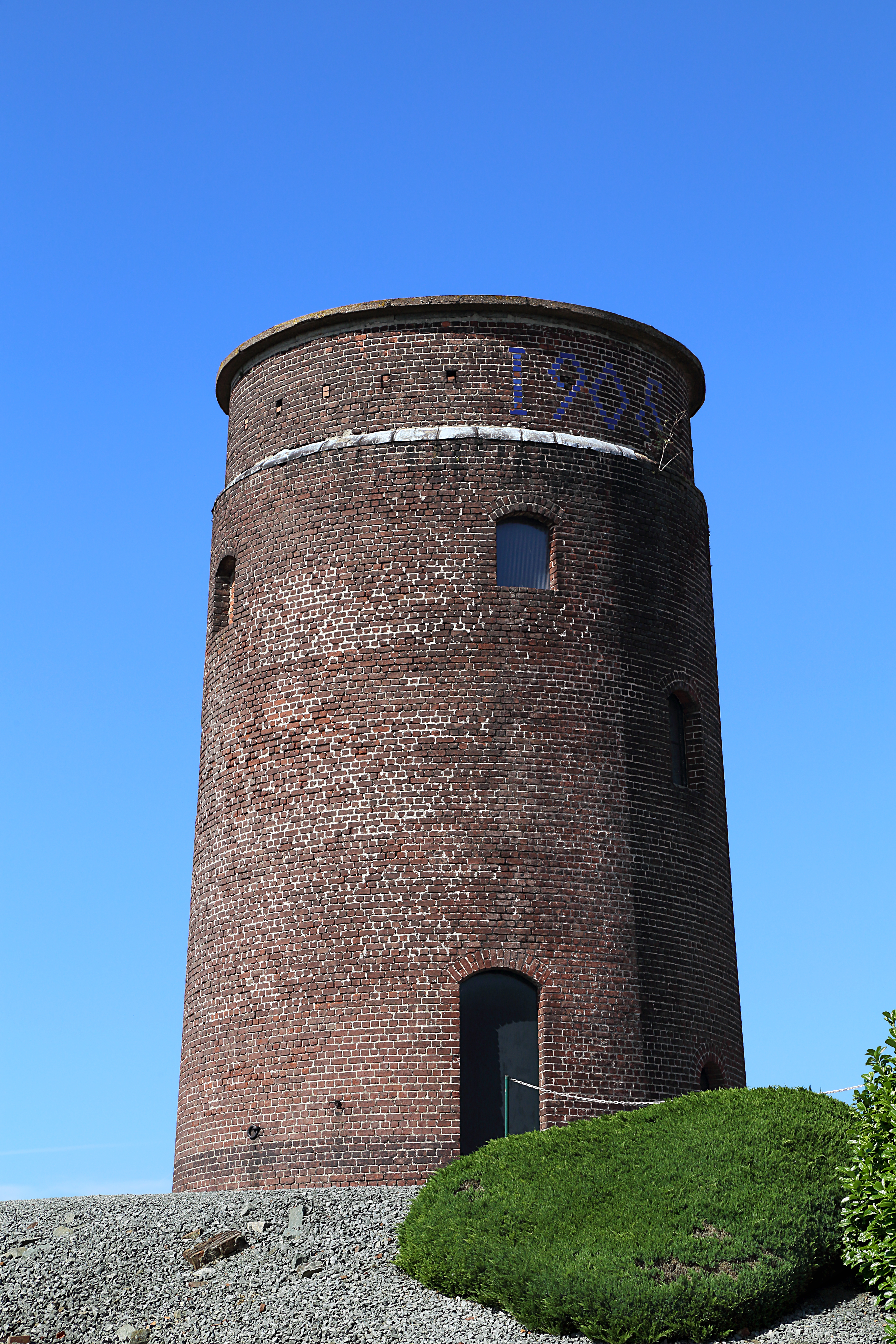
Le moulin de Tombrouck.
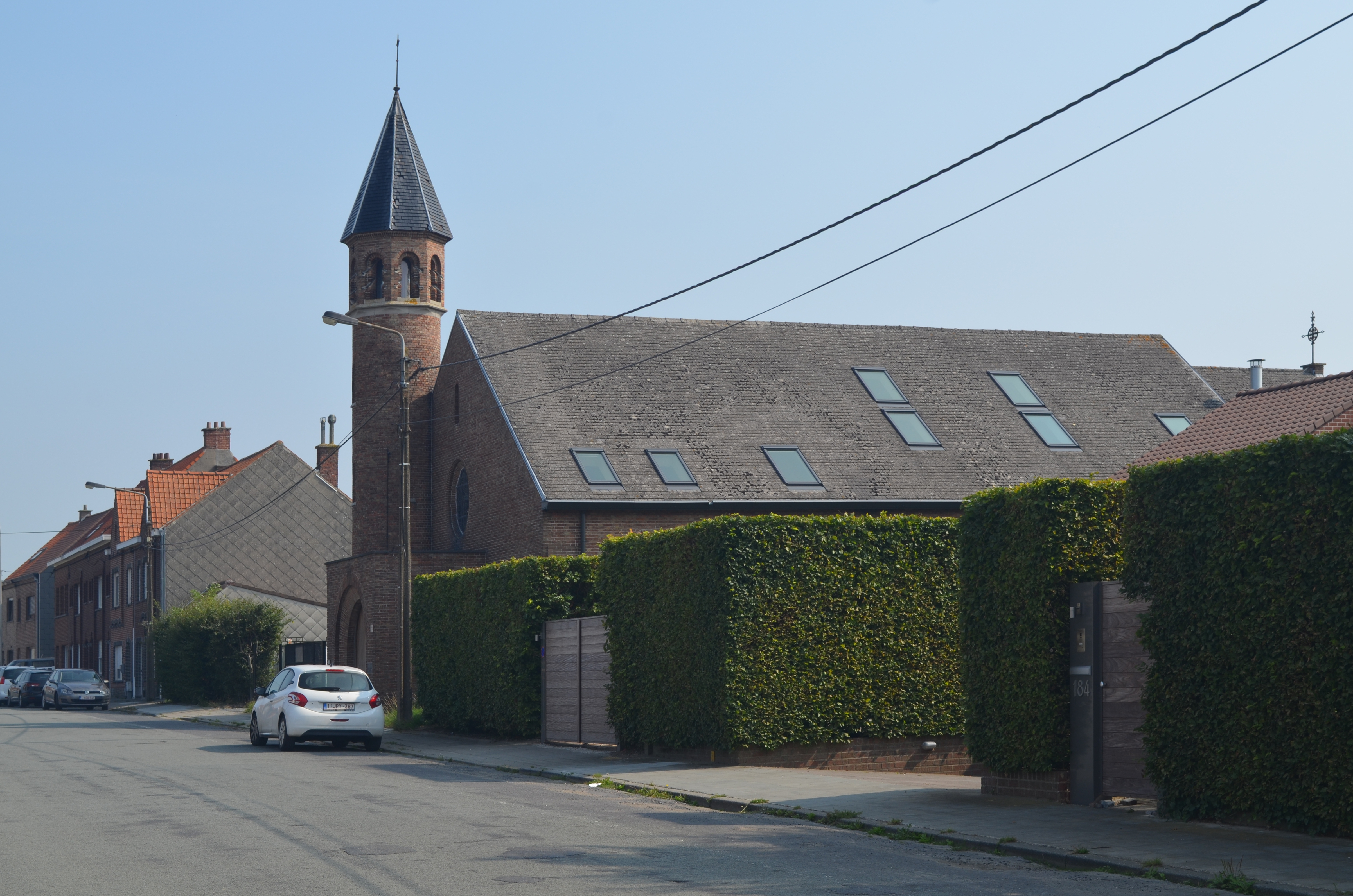
L'ancienne chapelle Saint-Éloi.
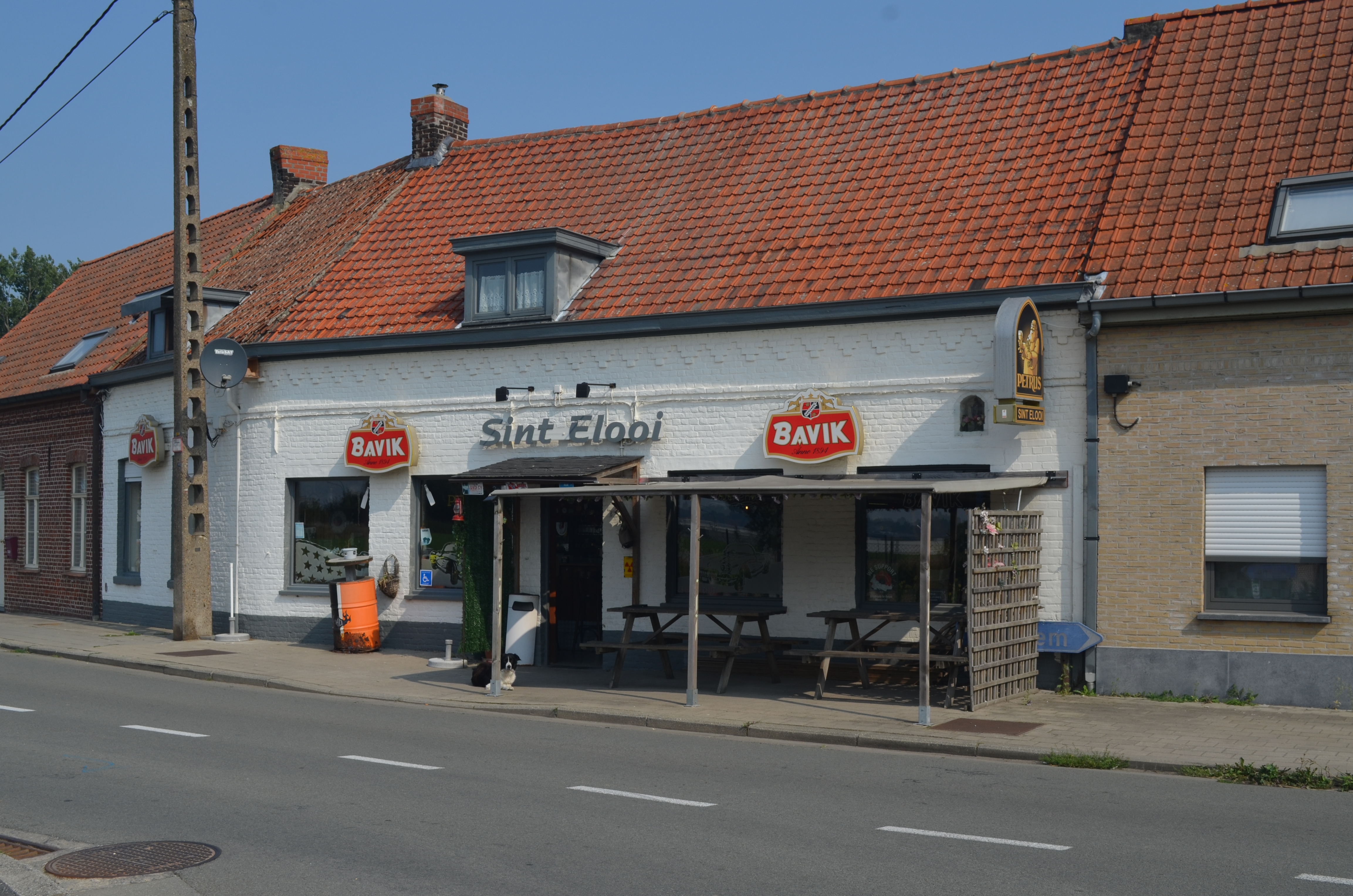
Café Sint-Elooi, situé dans la partie flamande du hameau.